# Пушчино
Пушчино (рус. Пущино) град је у Русији у Московској области, место које је важан научни центар Руске академије наука. Смештен је 100 km (62 mi) јужно од Москве и 13 км југоисточно од Серпухова, са десне стране реке Оке наспрам природног резервата Приоско-Терасни. Неформално се зове Пушчино-на-Оки. Популација: 20,332 (попис 2010); 19,964 (Попис 2002); 19,479 (Попис из 1989).
Истраживачки центар Пушчино Руске академије наука има јединствени статус и значај. Доминира на пољу физичке, хемије и биомолекуларне биологије. Запошљава више од 3000 људи, од којих 800 има докторате из науке или медицине. Пушчино научници су дали праве доприносе молекуларној биологији и цитологији, био-органској хемији, биологији биљака и тла, као и астрономији и астрофизици - укључујући откривање сунчеве суперцороне и радијалних магнетних поља унутар ње и откриће радио рекомбинације линије високо активних атома.

## Историја
Град је добио име по селу Пушчино, који је први пут споменут у записима из 1579. године (катастри) Ивана Грозног да је био феудални посед породице Пушчин. Модерни град Пушчино основан је 1956. године на брду изнад реке Оке, неке од највиших тачака у Москви, која ће бити домаћин новом радио астрономском опсерваторију, што је важан ресурс који и даље доприноси мапирању свемирских летова. Ово је уследило након успостављања Пушчина као Града науке, фокусирајући се на биолошке науке. Добио је статус града 1966. године.
Неколико насеља из мезолита, неолита и бронзаног доба постоје на подручју око Пушчина. Дјаковски културни артефакте пронађени су на периферији савременог града. Град из гвозденог доба датира 2500 година. 1 км западно од Пушчина на важној реци Оки од 12. до 16. века постојао је древни руски град Тешилов (види), чији се земљани радови данас могу видети.
Крајем 18. века направљена је истакнута сеоска кућа са погледом на воду у Пушчину, која је неко време била дом Александра Аљабјева (1787—1851), познатог композитора. Током Другог светског рата, тенкови Силе Осовине дошли су 20 км од Пушчина, и до 1970. године вила је служила као болница. Вила је била поставка филма Н. Микхалкова из 1974. године Незавршена композиција за механички клавир. Пушкинско двориште је сада у лошем стању, а рушевине су и даље важна туристичка локација.

## Развој Пушчина
Председник Академије наука СССР (Алекандер Несмејанов, 1899-1980) заговарао је формирање биолошког истраживачког центра опремљеног најсавременијом опремом и постројењима. Године 1955. Савет министара успоставио је посебну комисију задужену за проналажење локације у Москви. До марта 1956. изабране су две опције, обе на реци Оки: прва у Таруси, а друга у Пушчину. С обзиром на близину Таруса у односу на Поленово, установљеном културном центру, велика нова градња се сматрала непримереном, и априла 1956. године проглашено је да ће бити изграђен научни кампус у Москви, у близини села Пушчино. Руској академији наука додељена је парцела од 761,8 хектара за изградњу научног кампуса и радиоастрономске станице.
Научници 50-их година 20. века планирали су структуру модерног Пушчина - да два паралелна пута, резиденције, продавнице и ресторани буду на северном путу ближе реци, институти да буду дуж јужног пута и велика зелена зона и парк између њих.
Првобитно је направљена Радио-астрономска опсерваторија Пушчино која је у то време имала највећи радио-телескоп на свету: параболичка антена у облику џиновске чаше и сложена мрежа антена са километарском траком.
Током изградње градског превоза, приступ саобраћаја је обезбеђен на путу ниског нивоа који је повезан са реком Оком. Сезонске поплаве чине да овај пут буде непроходан недељама, а 1965. године је направљен нови аутопут дуж ивице платоа како би повезао Пушчино са градом Серпухов на западу. Први институт, Институт за биохемију и физиологију микроорганизама, на челу са Николајем Дмитријевичем Јерусалимским, завршен је 1969. године, након чега је настао Институт за пољопривредну хемију и науку земљишта.
Данас је Пушчино један од најистакнутијих академских центара у Русији.

## Географија
Надморска висина се креће од 104 м (плажа Оке) до 219 м на висоравни. Река Ока, једна од највећих притока Волге, типична је низијска река у шумској зони европског дела Русије са добро утврђеном долином. Посебни карактеристике Оке су честе пролетње и јесење поплаве и велика флуктуација нивоа. Ширина Пушчина је у просеку 150-200 м и не прелази 250 м, а дубина достиже 3,75 м. Просечна брзина протока је 0,25 м / с, средња запремина 159 м³ / с. Постоје три мале реке у Пушчину које се уливају у Оку: Хохла, Негљадејка и Љубожиха.
Обале Оке имају површински кречњак угљеника, од којих је састав дела клизишта. На неким местима (у долини реке Хохла), кречњак је покривен само танким покривачем земље (15—20 cm). Краш је активан на таквим местима. Пушчино узима воду из артесијанских бунара, а карбонатни темељ обезбеђује подземне воде богате калцијумом.

## Клима
Клима је углавном одређена утицајем преноса ваздушних маса из Атлантског океана, често прекинута инвазијом хладних ваздушних маса са Арктика у задњем делу циклона. Клима Пушчина је умерено континентална, са умерено хладним зимама, топлим летима и прилично стабилном влажношћу. Зими су уобичајене инвазије атлантских циклона, што доводи до честих одмрзавања и подизања температуре на 5-8 °C.
Просечна годишња температура је +3.9 °C, али је зими температура углавном -20, најхладнија забиљежена температура је -44 °C. Од пролећа па надаље температура гори, средином двадесетих до средином тридесетих година уобичајена; највиша забележена температура у Пушчину износи 39 °C.
Просечна годишња количина падавина је 582 mm, а највише падавина је током топле сезоне (април-октобар: 394 mm, 70%), са 30% пада током хладне сезоне (188 mm, 30%). Летње падавине су често олујне, што доводи до ерозије обрадивих површина.
Снег у зимском периоду обухвата 20% падавина. Обично се широки снежни покривач формира до краја новембра, достижући максималну висину почетком марта (просечно 44 cm, где је 99 cm максимум и 13 cm минимум)

## Шуме, природне резерве и заштићена подручја
Река Ока дели површину између четинарских и листопадних шума. Северно од Оке у Пушчину почиње мешовита шума, укључујући цмрчу и брезу која се протеже на северу Русије. Сам Пушчино и јужније пределе карактеришу шуме са широким лишћем, где доминацирају храст, липа и брест. Близу реке, врбе расту у густим шумама.
Пушчино има активан програм конзервације - Екополис - који је идентификовао неколико области које су сада подложне мерама конзервирања. Оне укључују:
1. Долина реке Љубожика: заштићено подручје се налази у подножју брда Пушчино. Дивље животиње обухватају следеће врсте: славује, сове и даброве.
2. Брдо Тешилова: историјски споменик који је сада предмет очувања државе. Налази се 700 m од реке Љубожика. Земљани зидови и шанац су добро очувани. 1925. године археолошким ископавањима откривена је тврђава на локалитету из 12. века. Насеље је поменуто у руским хроникама 1147. године.
3. Долина реке Хохла: ово заштићено подручје се налази 2,5 км западно од Љубожике између нижих и горњих путева до Серпухова. Ова дубока долина је позната по својој природној лепоти, са густим пошумљавањем, ливадским брдима, кречњацима и водопадима. Ретко цвеће које може ту да се нађе је: споменак, саса, линцура и шибика. Комисија за шумарство редовно извештава о изузетној разноврсности врста дрвећа; Међутим, недавни грађевински радови угрожавају резерве.
4. Ентомолошка ливада: ово заштићено подручје налази се на југозападном пределу града и обухвата ливаду на падини десне притоке реке Љубожика (потока Солоновка). Име реке указује на свој правац (стара руска реч "Сологне", "посолон" што значи "иза сунца", то јест, од истока ка западу). До 1930. године ово је било место села Солоновка. Падине на ливадама су дом ретких врста лептира.
5. Заштићено подручје Солоновски Дрвета: налази се у дубокој клисури Солоновке источно од пута Пушчино-Серпукхов. Поток Гремјак пада на кречњак са високог нагиба.
6. Заштићено подручје Бирч Грове: шума бреза на притоци Солоновке, јужно од Пушчина (локација Ендова).
7. Заштићено подручје храстова: познато и као Перловскиј резерват, област у којој доминирају зрели храстови.
8. Заштићено подручје Неглијадејке реке: уска трака шумских падина источне притоке Оке на источној граници Пушчина с селима Балково и Митинки.

## Наука
Академски истраживачки центар Пушчино је фокусиран на микробиологију, молекуларну биологију, биофизику и астрономију. Град је домаћин кључних истраживачких института и Универзитетских института:
- Институт за основне биолошке проблеме
- Институт за биохемију и физиологију микроорганизама
- Институт за био-органску хемију, одсек Пушчино
- Институт за ћелијску биофизику
- Институт за математичке проблеме биологије
- Институт за протеинска истраживања
- Институт за теоријску и експерименталну биофизику
- Радиоастрономска опсерваторија Пушчино
- Државни универзитет Пушчино, сада Државни институт природних наука Пушчино, и огранак Московског државног универзитета.

Пушчино је домаћин годишње "Конференције младих научника" у Русији

## Култура
Преовлађујућа верска култура је руско православље, а нова црква Архангела Михаила завршена је 1990. године. Музичка школа, именована по А. Аљабиеву, има око 300 студената, а Пушчино је домаћин годишњег и познатог фестивала "Сонг анд Бард". Градски спортски објекти укључују Спортска Палата Ока, сала за тренинг за скијање, и веслажна база "Делфин" на Оки. "Дом научника" даје фокус за културни живот.

## Становништво
| 1959. | 1970.  | 1979.  | 1989.  | 2002.  | 2010.  |
| ----- | ------ | ------ | ------ | ------ | ------ |
| 1.100 | 10.074 | 16.545 | 19.479 | 19.964 | 20.332 |